# ماركوس ماتسون
ماركوس ماتسون (بالفنلندية: Markus Mattsson)‏ هو لاعب هوكي الجليد فنلندي، ولد في 30 يوليو 1957 في Suoniemi, Finland ‏ في فنلندا.

## وصلات خارجية
- ماركوس ماتسون على موقع دوري الهوكي الوطني (الإنجليزية)
- ماركوس ماتسون على موقع قاعة مشاهير الهوكي (لاعب أن.إتش.أل) (الإنجليزية)
- ماركوس ماتسون على موقع EliteProspects.com (الإنجليزية)
- ماركوس ماتسون على موقع Eurohockey.com (الإنجليزية)
- ماركوس ماتسون على موقع HockeyDB.com (الإنجليزية)
- ماركوس ماتسون على موقع Hockey-Reference.com (الإنجليزية)